# 怀特锁龙属

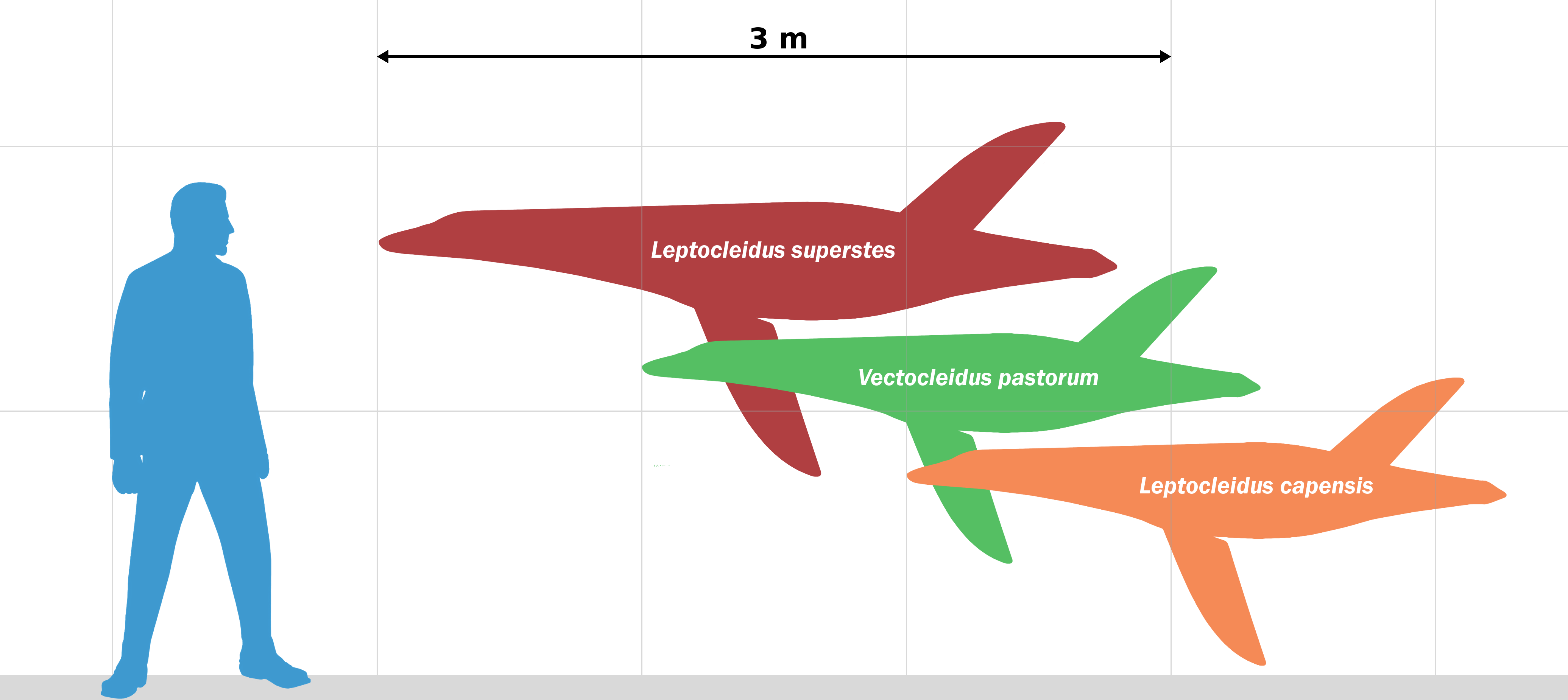
与人类的体型比较

怀特锁龙（属名：Vectocleidus）是长锁龙科蛇颈龙已灭绝的一个属，来自英国怀特岛早白垩世（巴列姆阶晚期）的威克蒂斯组。属下包括单一物种牧人怀特锁龙（Vectocleidus pastorum）。